# 敘利亞楓
敘利亞楓（學名：Acer obtusifolium）又名敘利亞槭，是無患子科楓屬的一個物種，多為灌木至小喬木，原生於小亞細亞及周邊島嶼。

## 分佈
本種原生於西亞，包括土耳其、黎巴嫩、敘利亞、約旦、以色列及巴勒斯坦、賽普勒斯等，另外在克里特岛的種群已經局部滅絕。
本種生存於地中海沿岸的樹林及灌木林，分布地不超過海拔1000米，適應地中海氣候。

## 保護現狀
本種面對的主要威脅來自城鎮化、木材及紙漿種植業、以及氣候變遷造成棲息地轉變等。
無論如何，本種的種群數量大致穩定，截至2017年為止仍獲評為無危物種。